# Pfarrkirche Klagenfurt-Welzenegg
Koordinaten: 46° 38′ 0,9″ N, 14° 20′ 34,7″ O

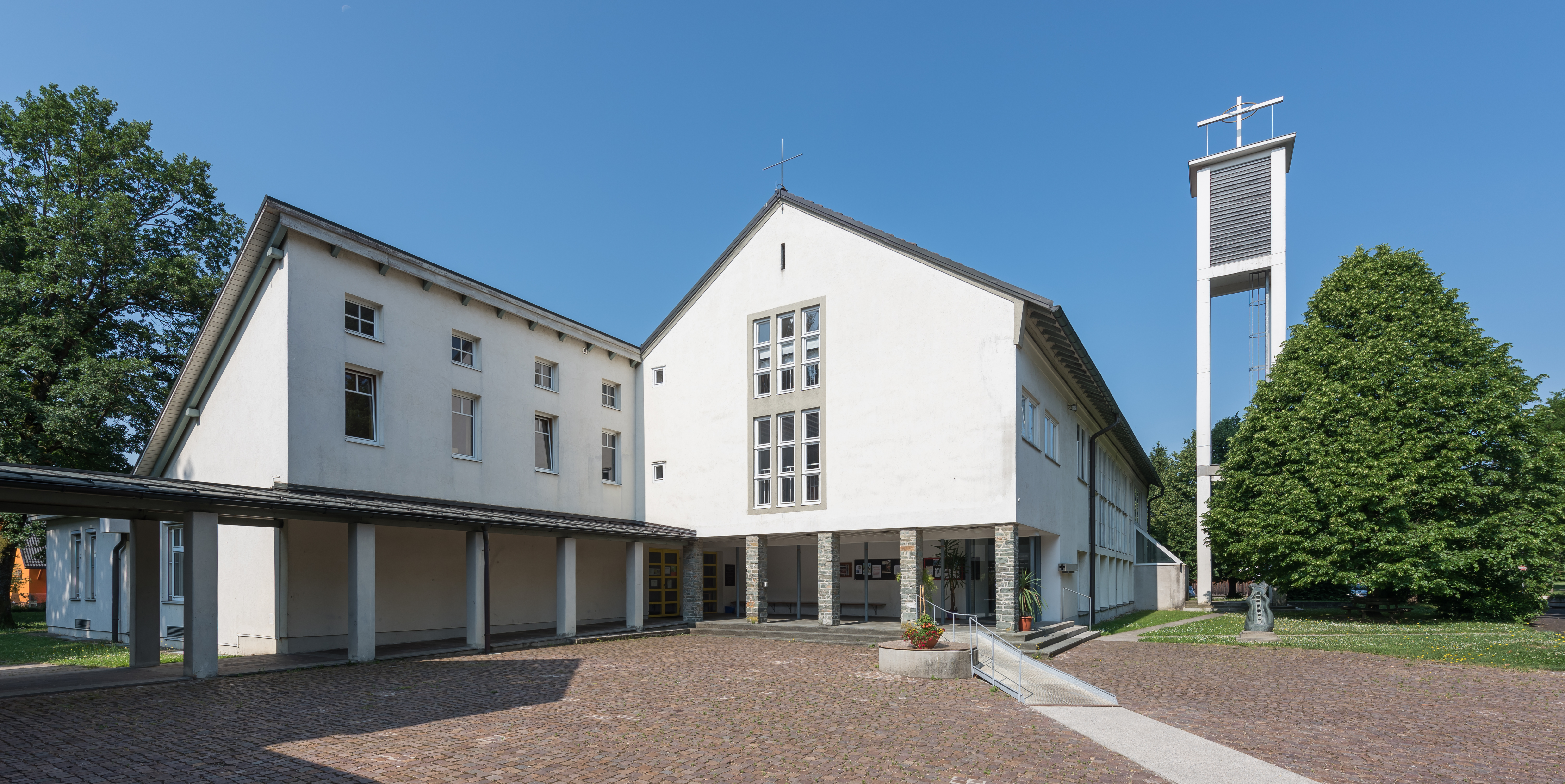
Katholische Pfarrkirche Herz Jesu

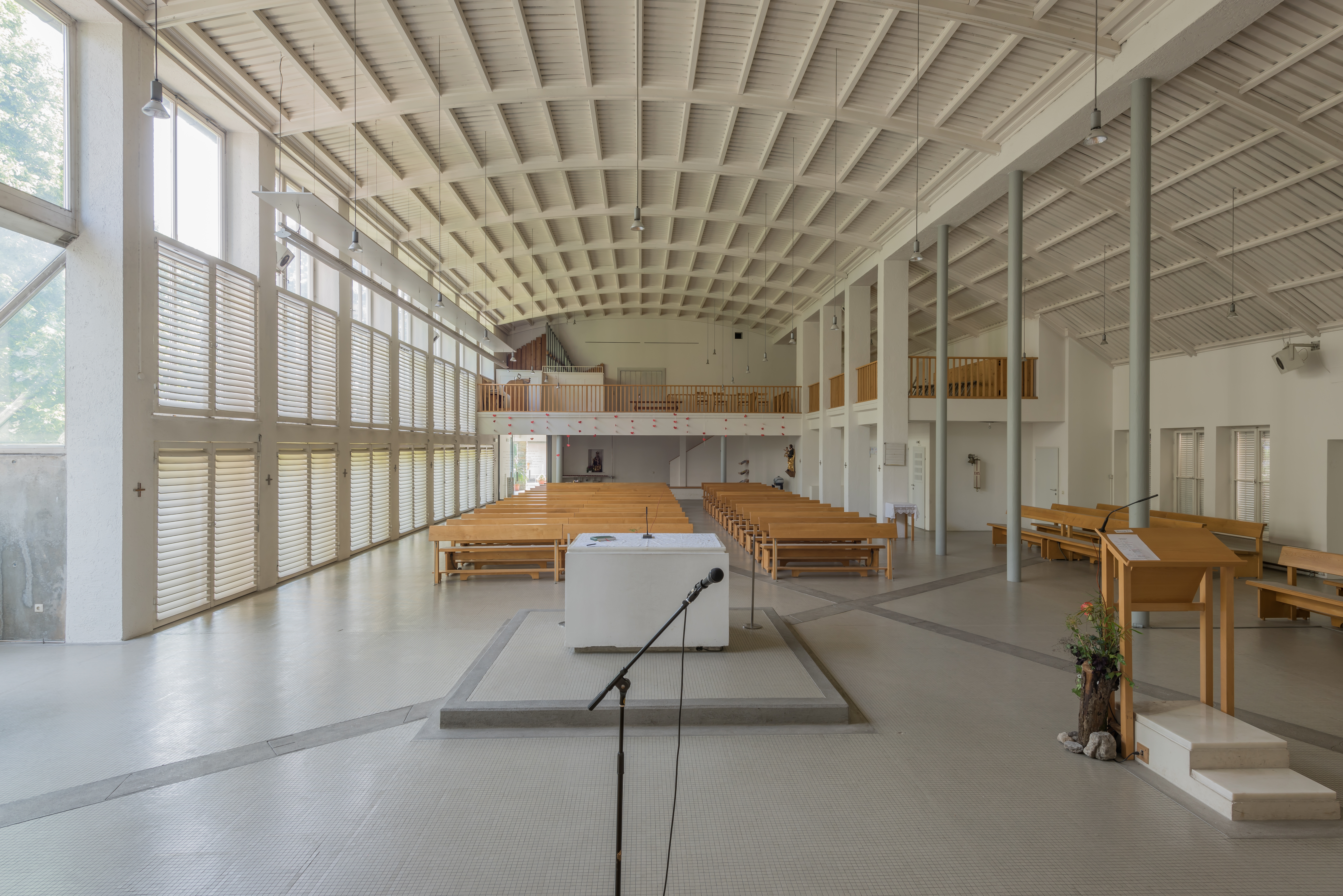
Saalraum, Blick über den Altar zur Orgelempore

Die Pfarrkirche Klagenfurt-Welzenegg steht im Stadtteil Welzenegg der Stadtgemeinde Klagenfurt am Wörthersee in Kärnten. Die auf das Fest Herz Jesu geweihte römisch-katholische Pfarrkirche gehört zum Dekanat Klagenfurt-Stadt in der Diözese Gurk-Klagenfurt. Die Kirche steht unter Denkmalschutz (Listeneintrag).

## Geschichte
1952 wurde eine Notkirche eingerichtet. 1973 wurde nach den Plänen des Architekten Anton Zemann ein Pfarrzentrum erbaut. 1989 bis 1993 erfolgte ein Umbau nach den Plänen der Architekten Felix Orsini-Rosenberg und Franz Freytag.

## Architektur
Der Kirchenbau mit einem offenen großzügigen Saalraum zeigt auch mit großer Außenwirkung. Der luftige Glockenturm auf vier Stehern hat verbretterte Schallöffnungen im Glockengeschoß.